# René Hofman
René Hofman (Heerlen, 8 maart 1961) is een Nederlands voormalig voetballer die meestal als spits fungeerde.
Na te zijn gestart in de jeugd bij het Heerlense KEV, kwam hij professioneel uit voor Roda JC, Feyenoord en Fortuna Sittard. Na zijn professionele carrière speelde Hofman nog enkele seizoenen bij RKVV Voerendaal. Hij speelde één interland, uit tegen Malta (0-6) op zondag 19 december 1982 in het Oude Tivoli-stadion in Aken, waarin hij na 66 minuten werd vervangen door Ruud Gullit. Zijn oud ploeggenoot bij Roda JC, Pierre Vermeulen, stond toen ook in de basis van Oranje. Hofman heeft na zijn loopbaan als speler nog diverse amateurclubs getraind en geeft tegenwoordig sportonderwijs aan verstandelijk gehandicapten.